# Гней Корнелий Долабелла (брат Сатурнина)
Гней Корне́лий Долабе́лла (лат. Gnaeus Cornelius Dolabella; убит в 100 году до н. э., Рим, Римская республика) — римский политический деятель, брат Луция Аппулея Сатурнина.

## Биография
Гней Корнелий принадлежал к знатному патрицианскому роду. Орозий называет его братом Сатурнина, но подробности об этом родстве неизвестны. Вероятно, Долабелла участвовал в борьбе брата против аристократии; когда Луций Аппулей был убит сторонниками сената, Долабелла попытался бежать вместе с неким Луцием Геганием, но его настигли на овощном рынке и убили. Современный американский учёный Терри К. Бреннан, отталкиваясь от даты гибели Гнея Корнелия, предположил, что он на тот момент мог быть преторием, то есть бывшим претором.
Сыном Долабеллы, по одной из версий, мог быть консул 81 года до н. э. с тем же именем.